# سلاح منع دخول المنطقة

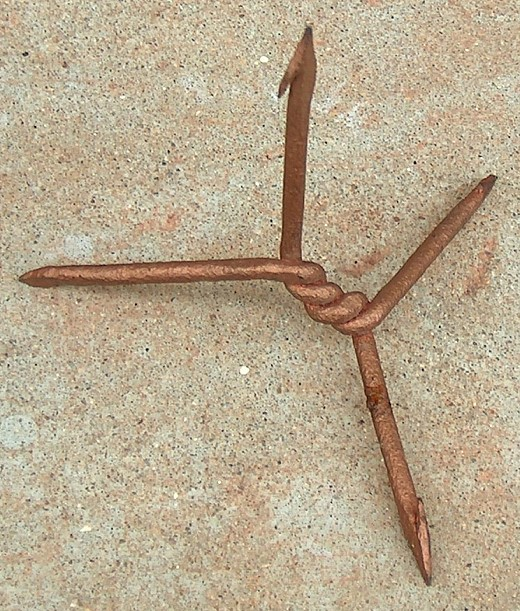

سلاح منع دخول المنطقة أو نظام أسلحة حظر الوصول هو أداة تستخدم لمنع خصم ما من احتلال منطقة من اليابسة أو البحر أو الجو أو التنقل ضمنها. لا يتوجب على الطريقة المعينة المستخدمة أن تكون ذات فعالية كاملة لمنع المرور (وفي بعض الأحيان لا تملك القدرة على ذلك) طالما أنها كافية لتقييد الخصم بشدة أو إبطائه أو تعريضه للخطر. قد تُعرّض بعض أسلحة دخول المنطقة أي شخص يدخلها لإصابات طويلة الأمد، خصوصًا للمدنيين، لذلك غالبًا ما تعتبر مثيرة للجدل.

## الأساليب التاريخية

### مضاد الفرسان
خلال   حروب العصور الوسطى، كانت تُدفن أوتاد حادة ومتينة في خنادق طولية (نوع من الفخاخ يسمى  جحر الذئب)، موجهة بشكل قطري إلى الأعلى، لمنع هجمات الفرسان  ضمن منطقة محددة. حتى عند ملاحظتهم الأوتاد، كان على الجنود التّرجّل والتخلي عن الأفضلية التي يتمتعون بها كفرسان على الجياد وبالتالي تحولهم لأهداف أكثر سهولة. كان التصميم الصحيح لخطوط الخنادق والتحكم بجودة حجم الوتد وهيكله وموضعه جزءًا من حرفة الحرب.
توفر نسخة أكثر حداثة، تدعى العتلات الشوكية، تشتيتًا أسرع وتتميز بسهولة إخفائها، إلا أن أدوات تحمل تشابهًا كبيرًا معها (كرات صغيرة بأشواك) كانت قيد الاستخدام خلال معظم فترة العصور القديمة. كما استُخدمت العديد من الأشكال المختلفة، مثل ألواحٍ تحمل سنانير معدنية، كما وُصف في معارك  يوليوس قيصر.
استُخدم التحصين الساكن - خنادق وعقبات مثل أسنان التنين والقنفذ التشيكي- كأسلوب مضاد للدبابات خلال الحرب العالمية الثانية.

### مضاد جند المشاة
شاع استخدام صفوف أو مجموعات من العصيّ المدببة (تُعرف اليوم بعصيّ بونجي)، إضافة إلى استخدام عتلات شوكية في الحرب ضد المشاة منذ العصور القديمة. إلا أنه نظرًا لصعوبة إنتاجهم على نطاق واسع فيما سبق العصر الحديث، لم تُستخدم تلك الأدوات سوى نادرًا لحماية مناطق محدودة أو نقاط تفتيش، خصوصًا خلال أوقات الحصار، إذ كانت تُستخدم لإغلاق الثغرات. لم تُفلح الزيادة في سهولة تصنيع هذه المعدات من الحول دون فقدان تلك الأدوات أهميتها منذ أواخر العصور الوسطى وإلى الآن.
لا تزال تستخدم العتلات الشوكية أحيانًا في النزاعات الحديثة، خلال الحرب الكورية على سبيل المثال، إذ كان أفراد القوات الصينية ينتعلون غالبًا أحذية خفيفة، ما جعلهم أكثر عرضة للهجوم. تستخدم في العصر الحديث عتلات شوكية خاصة أمام المركبات المزودة بإطارات هوائية. استخدمت بعض عصابات أمريكا الجنوبية حديثًا مثل عصابتي  توباماروس ومونتونيروس، الذين أطلقوا على أنفسهم اسم «النخبة»، العتلات الشوكية لتجنب مطاردتهم بعد تعرضهم لكمين.